# ジ・エッジ
ジ・エッジ（The Edge、1961年8月8日 - ）は、イングランド生まれ、アイルランド育ちのロック・ミュージシャンで、U2のギタリストである。本名はデヴィッド・ヒューウェル・エヴァンス (David Howell Evans) 。ウェールズ系である。
「ジ・エッジ」というステージネームの由来は、本人の説明によれば、顔や鼻の形が角立っているからだという。
『ローリング・ストーン』誌の2003年8月号のカバーストーリー「ローリング・ストーンの選ぶ歴史上最も偉大な100人のギタリスト」において第24位、2011年の改訂版では第38位。

## 来歴

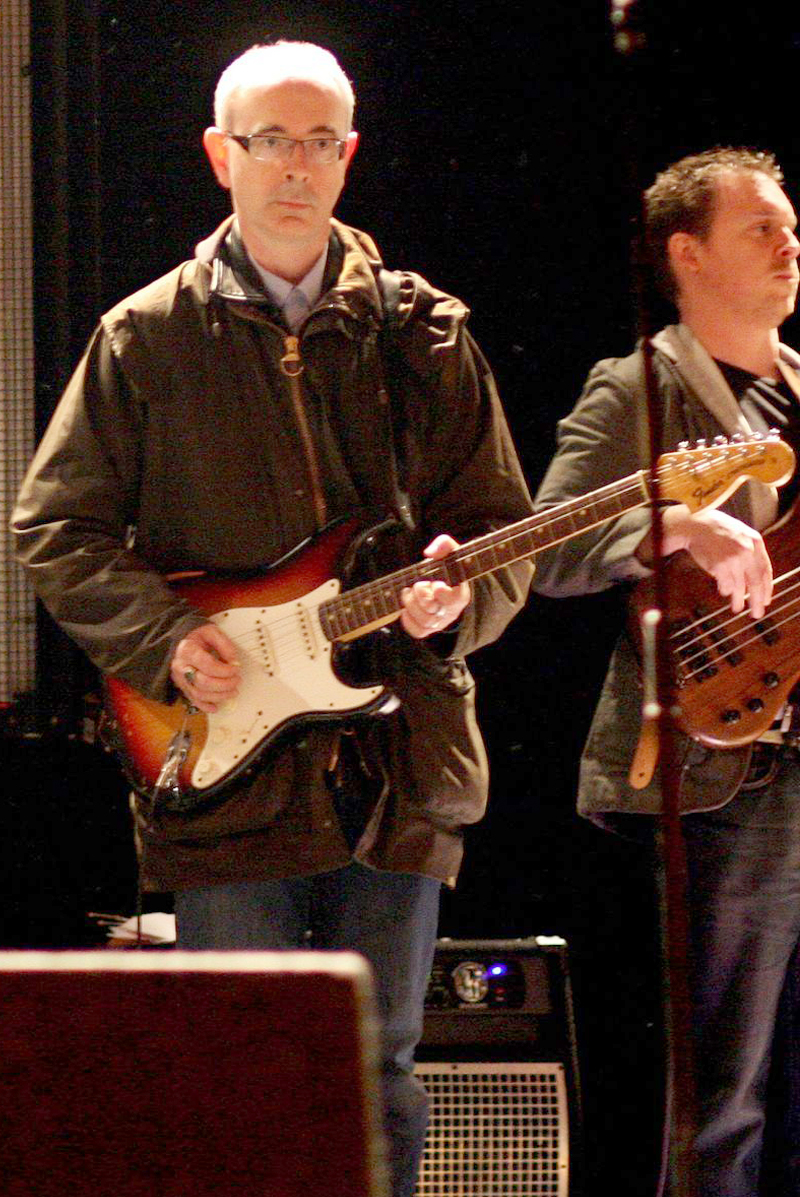
兄のディック・エヴァンス（2011年）

ロンドンで生まれ、幼い頃にアイルランドのダブリンに引っ越す。ギターやピアノを習い始め、手先が器用なためギターを自作したこともあった。高校時代、兄ディックと共にアマチュアバンド結成に加わり、1979年にU2としてシングル・デビューする。なお、ディックはデビュー前に脱退し、ヴァージン・プルーンズのメンバーになっている。以後もU2のメンバーとして活動を続ける。演奏法や器材の研究を重ね、空間的な音作りを追求。1980年代後半の『ヨシュア・トゥリー』『魂の叫び』などで、独自の演奏スタイルを確立した。『ZOOROPA』ではプロデュースにも参加している。
私生活では、1983年に結婚して、その後3人の子供が生まれるが、1996年に離婚。2002年に再婚し、2児をもうけている。2人目の妻モーリー・スタインバーグは振付師で、U2の「ZOO TV TOUR」にベリーダンサーとして出演している時に知り合った。

## U2以外の音楽活動
→「U2のジ・エッジの作品」
- 1983年、ジャー・ウォブル（元PIL）やホルガー・シューカイとの連名で、ミニ・アルバム『Snake Charmer』発表。
- 1986年、映画『Captive』の音楽を制作。この時、デビュー前のシネイド・オコナーと共演。
- 1988年、ロイ・オービソンのアルバム『ミステリー・ガール』（発売は1989年）に、ボノと共作した楽曲「She's A Mystery To Me」提供。
- 1992年、ロン・ウッドのアルバム『スライド・オン・ディス』に、ギタリストとしてゲスト参加。
- 1995年、ティナ・ターナーに、ボノと共作した楽曲「GoldenEye」提供、映画『007 ゴールデンアイ』の主題歌となる。
- 2004年、テレビ・シリーズ『バットマン』のテーマ曲を演奏。
- 2009年、三世代のギタリストのドキュメンタリー映画『ゲット・ラウド ジ・エッジ、ジミー・ペイジ、ジャック・ホワイト×ライフ×ギター』にジミー・ペイジ、ジャック・ホワイトとともに出演。
- 2010年、ミュージカル『スパイダーマン』の音楽をボノとともに担当。

## 演奏

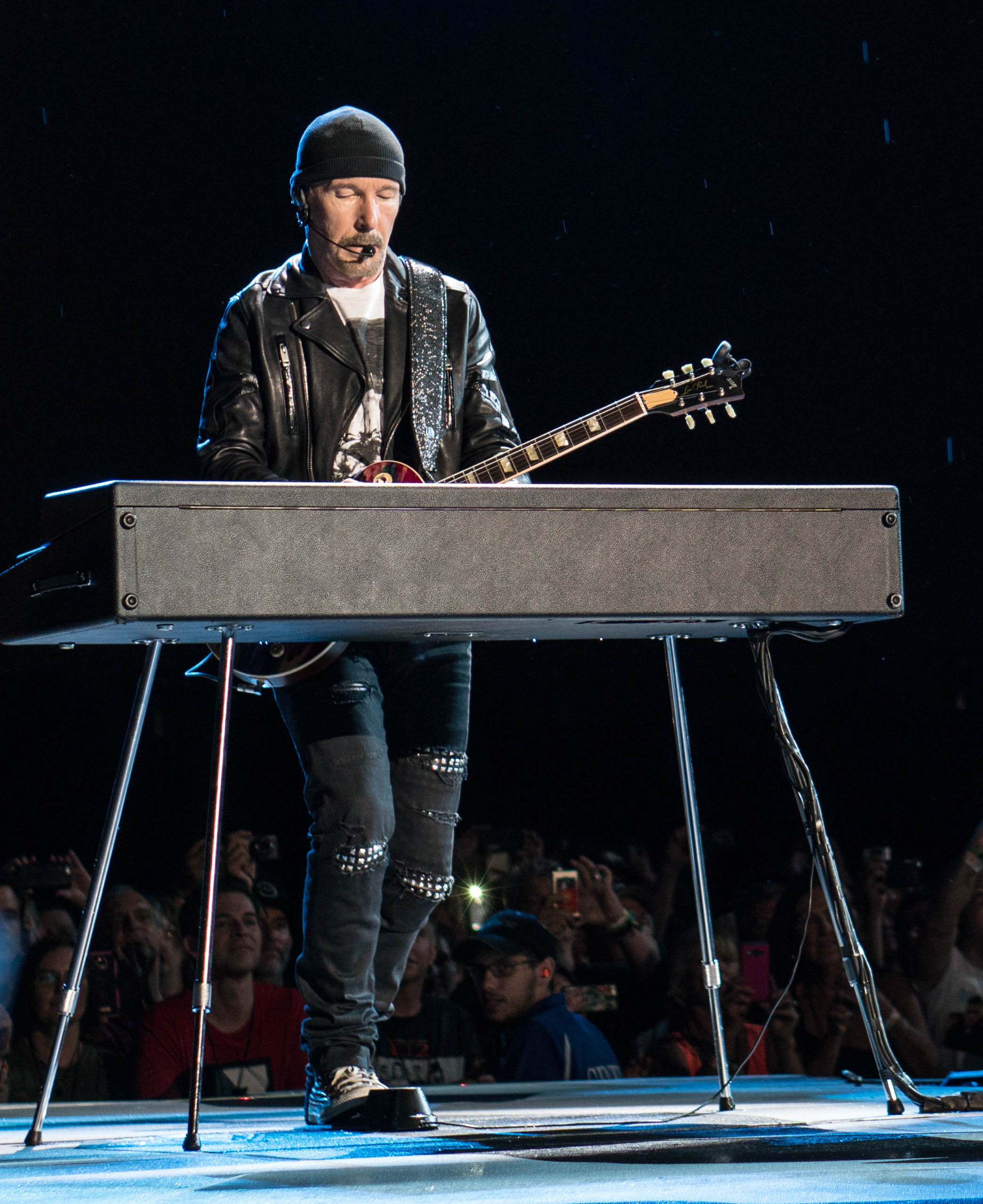
キーボードを弾くジ・エッジ

ギター
エフェクター
最大の特徴は、ディレイを駆使したプレイである。コルグ・SDD-300やTC2290等のディレイとヴォックス・AC30を組み合わせ、カッティングやアルペジオ、ハーモニクスを多用したサウンドはU2の代名詞となっており、『焰』、『ヨシュア・トゥリー』等で特に顕著にみられる。また、Herdimのピックを横向きにして滑り止めの部分でピッキングしていることも独特の音色に影響を与えているとされる。その後も多様なエフェクターを使った音作りに熱心に取り組み、「ミステリアス・ウェイズ」や「エレヴェイション」等、数々の独創的な音色を生み出している。
U2のヴォーカルであるボノは、エッジのプレイスタイルについて次のように述べている。「ほとんどのリードギタリストはスケールを練習する。家で指板相手にトレーニングするんだ。でもエッジの場合は、毎日、何時間もアンプやギター・エフェクターのつまみをいじくり回してる。エッジのエフェクター次第で、尋常なサウンドが尋常じゃないサウンドへと変貌するんだ。安っぽい金属から黄金を作り出す錬金術的な要素が含まれているのさ」
その他
初期の頃にはコードに工夫を加え、3度の音を弾かず、ルート音と5度の音のみのコードを弾いていた。これは、キー自体を曖昧にし、いろいろなメロディが乗るようにするためだという。また、シンプルでクリアな響きにするためにコードから特定の音を取り除くという工夫も行っていた。
ヴォーカル
U2の多くの曲でバック・コーラスとして重要な役割を果たしている。また、「セカンズ」では一部のパートでリード・ヴォーカルを担当した。その後、「ヴァン・ディマンズ・ランド」「ナム」といった、エッジがメイン・ヴォーカルの曲も生まれた。
キーボード
キャリアの初期から、キーボードも演奏してきた。「ニュー・イヤーズ・デイ」、「焔」、「ユア・ブルー・ルーム」、「モーメント・オブ・サレンダー」をライヴで演奏する時、ギターとキーボードを交互に弾く。
ベース
『WAR(闘)』収録の「40」では、アダム・クレイトンに代わりベースを担当している。

## 使用機材
過去のライブ映像やインタビューなどで使用が確認されているものを挙げる。

### ギター
| ギブソン - 1976年製 エクスプローラー (ナチュラル) 18歳のときにニューヨークの楽器店で初めて購入したギター。ルックスに一目惚れしたが、音も弾き心地も気に入ったという。それ以降エッジを象徴するギターとして愛用されている。 - 1976年製 エクスプローラー (ナチュラル) (スペア) - 1973年製 レスポール・カスタム (クリーム) - 1975年製 レスポール・カスタム (クリーム) スティーヴ・ジョーンズの『勝手にしやがれ!!』でのサウンドが欲しいため、色まで同じギターを買ったという。2007年にミュージック・ライジングのチャリティー・オークションで24万ドルで落札された。 - 2008年製 レスポール・カスタム レプリカ (クリーム) - 2005年製 レスポール Mardi Gras Motif Limited Edition ハリケーン・カトリーナで被災したミュージシャンを支援するプロジェクトである「ミュージック・ライジング」のためにギブソンが作った限定モデル。 - 2006年製 レスポール Mardi Gras Motif Limited Edition - 1956年製レスポール・ゴールドトップ ライブでは主に「夢の涯てまでも」で使用。 - 1981年製 レスポール・スタンダード (ブルー) - 1983年製 レスポール・スタンダード (ゴールド) - 1966年製 SGスタンダード (チェリー) ライブでは主に「エレヴェイション」で使用。 - 1965年製 SGスタンダード (ペルハム・ブルー) - ソネックス 180 デラックス (ブラック) - 1958年製 ES-295 (ゴールド) - 1950年代製 ES-330 (タバコ) - 1961年製 ES-335 (タバコ) - 2008年製 SJ-200 (ブロンド) - 2006年製 SJ-200 ピート・タウンゼントモデル (ブロンド) - 2005年製 J-45 (サンバースト) フェンダー - 1973年製 ストラトキャスター メイプル・ネック (ブラック) エクスプローラーの次に購入した生涯2本目のギター。ピックガードとピックアップカバーがブラックのものに交換されている。最近のライブでは主に「ホエア・ザ・ストリーツ・ハヴ・ノー・ネイム(約束の地)」で使用。 - 1974年製 ストラトキャスター メイプル・ネック (ブラック) - 1976年製 ストラトキャスター メイプル・ネック (ブラック) - 1962年製 ストラトキャスター ローズウッド・ネック (タバコ) - 1968年製 ストラトキャスター ローズウッド・ネック (タバコ) - 1964年製 ストラトキャスター ローズウッド・ネック (ナチュラル) - 1973年製 ストラトキャスター メイプル・ネック (クリーム) - 1980年代製 ストラトキャスター (チェリー・サンバースト) - 1989年製 ストラトキャスター エリック・クラプトンモデル メイプル・ネック (骸骨と蛇のペイント) - 1989年製 ストラトキャスター エリック・クラプトンモデル ローズウッド・ネック (レッド) - 1989年製 ストラトキャスター エリック・クラプトンモデル (イエロー) - ジ・エッジ・ストラト (シグネチャーモデル) - 1975年製 カスタム・テレキャスター (ブラウン) - 1966年製 テレキャスター メイプル・ネック (クリーム) - 1969年製 テレキャスター メイプル・ネック (クリーム) - 1974年製 テレキャスター メイプル・ネック (ブラック) - 1975年製 テレキャスター ローズウッド・ネック (ブロンド) - 1994年製 テレキャスター 日本製 (アークティック・ホワイト) - 2009年製 テレキャスター アメリカン・ヴィンテージ・シリーズ '52モデル (サンバースト) - 1966年製 テレキャスター メイプル・ネック w/Hipshot B-Bender (アクア・スパークル) - 1975年製 テレキャスター・カスタム メイプル・ネック (ウォルナット) - 1975年製 テレキャスター・カスタム メイプル・ネック (ブラック) - 1975年製 テレキャスター・カスタム ローズウッド・ネック (ブロンド) - ジャガー | その他 - グレッチ 1963年製 チェット・アトキンス・カントリー・ジェントルマン (ウォルナット) - グレッチ 1968年製 チェット・アトキンス・カントリー・ジェントルマン (ウォルナット) - グレッチ 2009年製 チェット・アトキンス・カントリー・ジェントルマン (ウォルナット) - グレッチ 1959年製 カントリー・クラブ 6101 (サンバースト) - グレッチ 2009年製 G6136 ファルコン (ブラック) - グレッチ ホワイト・ファルコン - グレッチ デュオ・ジェット (ブラック) - リッケンバッカー 1966年製 330/12 (ファイアーグロー) - リッケンバッカー 1966年製 330/12 (ファイアーグロー) (スペア) - リッケンバッカー 1967年製 330/12 (メイプル) - リッケンバッカー 1967年製 330/12 (メイプル) (スペア) - リッケンバッカー 1968年製 325 (ブラック) - エピフォン 1962年製 カジノ (サンバースト) - エピフォン 1964年製 カジノ w/ビグスビー (サンバースト) - エピフォン シェラトン - エピフォン "ミュージック・ライジング" レスポール・スタンダード - エピフォン 1966年製 テキサン (サンバースト) - エピフォン Electar - フェルナンデス ディケード・エリート - フェルナンデス 2003年製 ネイティブ - フェルナンデス 2009年製 レトロ・ロケット - マーティン 1972年製 D12-28 (ナチュラル) - マーティン 2009年製 D12-28 (ナチュラル) - Line 6 2005年製 ヴァリアックス・アコースティック (レッド/ブラック) - Line 6 ヴァリアックス・アコースティック (シルバー) - モーグ 2009年製 MG-001 (タバコ・サンバースト) - DANVEL NELSON ストラトキャスター・タイプ - Bond Electraglide ほか |

### アンプ

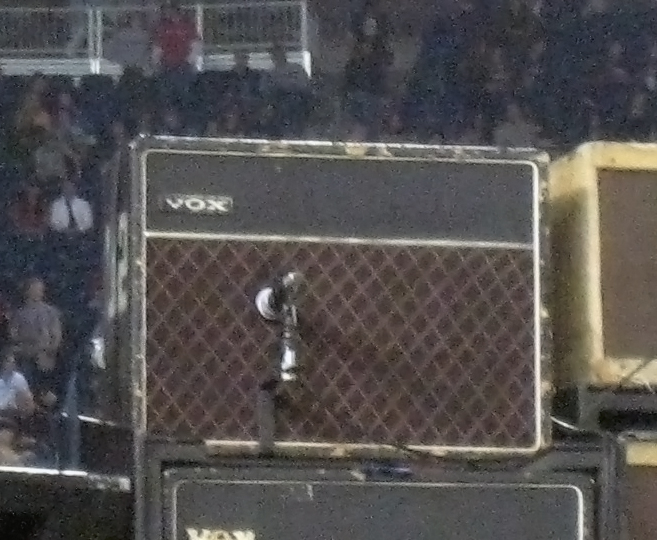
エッジの1964年製ヴォックス・AC30TB (U2 360° ツアー)

- 1964年製 ヴォックス AC30TB グレー・パネル (メイン)
- 1970年代製 ヴォックス AC30TB グレー・パネル
- 1972年製 ヴォックス AC30TB グレー・パネル
- 1974年製 ヴォックス AC30TB レッド・パネル
- 1957年製 フェンダー ツイード・デラックス w/ジェンセンスピーカー
- 1958年製 フェンダー ツイード・デラックス w/ヴォックススピーカー
- 1959年製 フェンダー ツイード・デラックス
- 1956年製 フェンダー ハーバード w/ヴォックススピーカー
- フェンダー ブルース・ジュニア
- 2008年製 マーシャル 1987X
- 1966年製 4x12 クローズドバックキャビネット w/セレッション製ヴィンテージスピーカー
- ランドール RG80 112 SC
- ローランド JC-120 (キーボード)

### エフェクター
ラック
- Furman Pro Rack Power (x2)
- コルグ SDD-2000
- コルグ SDD-3000 (x3)[9]
- Line 6 DM4 Pro (カスタムメイド) (x2)

『原子爆弾解体新書〜ハウ・トゥ・ディスマントル・アン・アトミック・ボム』のレコーディングで愛用したDM4をラックエフェクトとしてツアーでも使いたいと考えたためにLine 6社に製作を依頼したもの。フロントパネルには"Custom Built for the Edge"の文字がある。レコーディングでは11台のDM4にプリセットを保存していた。
- TC 2290 (x4)
- Line 6 Pod Pro (x2)
- コルグ A3 (x2)

『アクトン・ベイビー』の製作の際に導入。「ミステリアス・ウェイズ」をはじめとする多くの曲で重要な役割を果たした。
- Eventide H3000
- Line 6 Echo Pro
- Lexicon PCM80
- Lexicon PCM70
- Custom Audio Electronics AMS Interface
- AMS S-DMX (x2)
- Custom Audio Electronics Remote Wah
- Custom Audio Electronics Dual Stereo Mixer
- Rocktron Bradshaw DVC Pedal VCA
- Custom Audio Electronics Amp Selector
- Custom Audio Electronics Patch Point
- Skrydstrup MR9 (x3)
- Skyrdstrup System Interface
- Electrix Filter Factory
- Fractal Audio Axe-Fx II
- Fractal Audio Axe-Fx XL
- Universal Audio UA2-610

ペダル
- Durham Electronics SexDrive
- ボス CS-3
- DigiTech Synth Wah
- DigiTech WH-1
- Death By Audio Harmonic Transformer
- Death By Audio Fuzz Gun
- エレクトロ・ハーモニクス POG
- Line 6 DM4
- Death By Audio Soundwave Breakdown
- ボス NS-2
- ボス GE-7
- Skrydstrup Bufferooster
- ボス FA-1
- ソバット Drive Breaker
- Rab Fuzz

Kay FuzztoneをCryBabyの筐体に収めたもの。「エレヴェイション」で使用。
- Keeley TS-9 Mod Plus
- ボス TU-2
- エレクトロ・ハーモニクス デラックス・メモリー・マン
- TC Electronic Parametric EQ
- ボス SD-1
- ボス OD-2
- MXR ダイナ・コンプ
- アンペグ スクランブラー
- Fuzz Face
- ボス FBM-1
- MXR MC-402
- LAL NOISE EFFECTS Cyber Psychic Parametric Oscillo Filter
- モーグ Mooger Fooger MuRF
- モーグ Mooger Fooger MF-102
- エレクトロ・ハーモニクス Holier Grail
- Lovetone Meatball
- Lovetone Doppelganger
- Lovetone Big Cheese
- エレクトロ・ハーモニクス Big Muff Pi
- ボス PW-2
- コルグ SDD-3000 Pedal[9]
- エレクトロ・ハーモニクス POG2
- Strymon Big Sky
- Dunlop MXR/CAE Boost/Line Driver
- Eventide H9
- Diamond Vibrato
- Malekko Vibrato
- DigiTech DL-8
- Rotosound RFB1
- Line 6 M5

### コントローラー類
- Skrydstrup SC1 + SC1 エクステンション + Extension Plus
- ボス FV-300L
ワウやリバーブのコントロールに使用。
- Custom Audio Electronics RS-T
- Mission Engineering EP1-R
- ボス FV-500L

### 弦
- ダダリオ EXL110 XL Reg Lite .10-.46
- ダダリオ EXL115 XL Blues Jazz .11-.49
- ダダリオ EXL116 XL Medium Top Heavy .11-.52
- ダダリオ EXL 140 Light Top/Heavy Bottom .10-.52
- ダダリオ EXL 150 Light Elec 12 String .10-.46
- ダダリオ Phosphor Bronze Wound EJ15 Extra Light .10-.47
- ダダリオ Phosphor Bronze Wound EJ26 Custom Light .11-.52
- マーティン MSP 400 Bronze .10-.47
- マーティン MSP 4050 Bronze Custom Light .11-.52
- マーティン M500 Extra Light Acoustic Bronze 12 String .10-.47
- アーニーボール P02233 12 String Electric .009-.046

### その他
- ヤマハ CP80
- EBOW Chrome and Plastic Electronic Bow
- ピーターソン V-SAM チューナー
- ボス TU-12
- ダンドレア ミディアム・ナイロン・ピック
- ハーディム ミディアム・ナイロン・ピック
- ジムダンロップ ブラス・フル・スライド
- レヴィース レザー・ストラップ